# La Prophétie de l'anneau
Pour les articles homonymes, voir The Lovers.
Pour plus de détails, voir Fiche technique et Distribution.
La Prophétie de l'anneau (The Lovers) est un film d'aventures belgo-indo-australien coécrit et réalisé par Roland Joffé et sorti en 2013.
Il est présenté lors du festival européen de science-fiction 2023 puis en 2015 pour au cinéma.

## Synopsis
En 2020, l'archéologue Jay Fennel se retrouve dans le coma à la suite d'un accident de plongée. Il va alors rêver d'une vie antérieure au XVIIIe siècle en Inde : celle de James Stewart à Pune et sa romance avec Tulaja Naik. Son histoire d’amour dans les deux époques et la sortie de son coma sont liées par un anneau découvert sur le site d’exploration.

## Fiche technique
Sauf indication contraire, les informations mentionnées dans cette section peuvent être confirmées par la base de données cinématographiques IMDb,  présente dans la section « Liens externes ».
- Titre original francophone : La Prophétie de l'anneau
- Titre original anglophone : The Lovers (anciennement titré Singularity)
- Réalisation : Roland Joffé
- Scénario : Roland Joffé et Ajey Jhankar
- Musique : Dirk Brossé (en)
- Direction artistique : Luciana Arrighi, Nitin Chandrakant Desai, Brian Edmonds ; Tom Nursey (superviseur)
- Décors : Beverly Dunn
- Costumes : Terry Ryan et Diana Moseley
- Photographie : Ben Nott et Michael Coulter (prises de vues additionnelles)
- Montage : John Scott
- Son : Stefan Henrix
- Production : Dale G. Bradley, Grant Bradley, Paul Breuls, Guy J. Louthan, Noli McCool, James Ordonez et Catherine Vandeleene ; Pam Collis, Veronique Huyghebaert et Ajey Jhankar (coproduction) ; Emelie Vervecken (assistant)
- Production exécutive : Gregory Browne, Dean Hamilton, Wei Han, Guy Tannahill, Howard Weissman, Harish Amin et Irene Dobson
- Sociétés de production : Corsan, Bliss Media Ltd (ca), Limelight International Media Entertainment et Neelmudra Entertainment
- Sociétés de distribution : Corsan World Sales (Belgique) ; Mushroom Pictures (Australie) ; Anchor Bay (États-Unis)
- Budget : 27 millions de dollars[1]
- Pays de production :  Belgique,  Inde,  Australie
- Langue originale : anglais
- Format : couleur - 35 mm - 2,35:1 - son Dolby numérique
- Genre : aventures, amour, fantastique
- Durée : 109 minutes
- Dates de sortie[2] :
  - États-Unis : 25 octobre 2013 (Festival du film de science-fiction)[3] ; 13 février 2015 (sur internet) ; 13 mars 2015 (sortie limitée)
  - France : 15 mai 2014 (unique sortie à la 67e édition du festival de Cannes[4],[5]) ; 12 octobre 2016[6] (sorti directement en DVD)

## Distribution
Sauf indication contraire, les informations mentionnées dans cette section peuvent être confirmées par la base de données cinématographiques IMDb,  présente dans la section « Liens externes ».
- Josh Hartnett (VF : Thibaut Belfodil) : James Stewart / Jay Fennel
- Tamsin Egerton (VF : Claire Baradat) : Laura Fennel, la femme de Jay
- Alice Englert (VF : Cindy Tempez) : Dolly
- Abhay Deol (VF : Maurice Decoster) : Udaji
- Shane Briant : Hornby, le gouverneur de Bombay
- Bipasha Basu (VF : Géraldine Asselin) : Tulaja Naik
- Andrea Deck (VF : Coumba Baradji) : Allie
- Claire van der Boom
- Om Puri
- Tehmina Sunny (VF : Sara Viot) : Sonubai
- Simone Kessell (VF : Josy Bernard) : Clara Coldstream
- Mahesh Jadu (en) (VF : Nicolas Dangoise) : l'assassin
- Bille Brown (VF : Richard Leblond) : Egerton
- Atul Kulkarni (en) : Raoji
- Milind Gunaji (en) : Shiv
- Bryan Probets (VF : Françoua Garrigues) : Mostyn
- James Mackay (VF : Erwan Tostain) : Charles Stewart, le frère de James Stewart
- Aegina de Vas (VF : Véronique Soufflet) : la reine Jamnabai
- Matthew Beard : Matt
- Roshan Seth (VF : Jean-François Aupied) : Sadhu

 Source et légende : version française (VF) sur RS Doublage

## Autour du film
Initialement, le film était prévu en avant-première pour mai 2012 lors du 65e festival de Cannes mais après plusieurs retards et problèmes financiers de la production entre 2011 et 2012,,, le tournage a été déplacé à Londres et la date de sortie du film a été reportée. En mai 2013, le producteur Paul Breuls a confirmé que le film était terminé et qu'il serait dans les salles américaines en automne 2013.